# تشاد جورج
تشاد جورج (بالإنجليزية: Chad George)‏ هو فنان قتال مختلط أمريكي، ولد في 30 أبريل 1982 في لوس أنجلوس في الولايات المتحدة.

## وصلات خارجية
- تشاد جورج على موقع بيلاتور (الإنجليزية)
- تشاد جورج على موقع شيردوغ (الإنجليزية)
- تشاد جورج على موقع IMDb (الإنجليزية)
- تشاد جورج على موقع قاعدة بيانات الفيلم (الإنجليزية)